# Somalie aux Jeux olympiques d'été de 2008
La Somalie participe aux Jeux olympiques d'été de 2008 à Pékin. Les deux athlètes représentant ce pays prennent part aux épreuves d'athlétisme,.

## Athlètes engagés

### Athlétisme
Femmes
- 200m
  - Samia Yusuf Omar
- 400m
  - Samia Yusuf Omar
- 800m
  - Samia Yusuf Omar

Hommes
- 5000m
  - Abdinasir Saeed
- 10000m
  - Abdinasir Saeed

#### Hommes
| Epreuve      | Athlète                | Séries       | Séries | Quarts de finale | Quarts de finale | Demi-finales | Demi-finales | Finale   | Finale |
| Epreuve      | Athlète                | Résultat     | Rang   | Résultat         | Rang             | Résultat     | Rang         | Résultat | Rang   |
| ------------ | ---------------------- | ------------ | ------ | ---------------- | ---------------- | ------------ | ------------ | -------- | ------ |
| 5 000 mètres | Abdinasir Said Ibrahim | 14 min 05.30 | 12e    | -                | -                | -            | -            | -        | -      |

#### Femmes
| Épreuve    | Athlète          | Séries   | Séries | Quarts de finale | Quarts de finale | Demi-finales | Demi-finales | Finale   | Finale |
| Épreuve    | Athlète          | Résultat | Rang   | Résultat         | Rang             | Résultat     | Rang         | Résultat | Rang   |
| ---------- | ---------------- | -------- | ------ | ---------------- | ---------------- | ------------ | ------------ | -------- | ------ |
| 200 mètres | Samia Yusuf Omar | 32.16    | 8e     | -                | -                | -            | -            | -        | -      |

## Liste des médaillés

### Médailles d'Or
| Sport            | Discipline | Sportifs | Performance |
| Médailles d'or : |            |          |             |

### Médailles d'Argent
| Sport                | Discipline | Sportifs | Performance |
| Médailles d'argent : |            |          |             |

### Médailles de Bronze
| Sport                 | Discipline | Sportifs | Performance |
| Médailles de bronze : |            |          |             |